# Ruth Chepngetich
Ruth Chepngetich (née le 8 août 1994) est une coureuse de fond kényane. Elle est médaillée aux championnats du monde de semi-marathon en 2018 et remporte le marathon des championnats du monde d'athlétisme 2019 à Doha. En 2021, elle établit le record du monde du semi-marathon, puis en 2024 celui du marathon en 2 h 9 min 56 s lors du Marathon de Chicago.

## Biographie et carrière

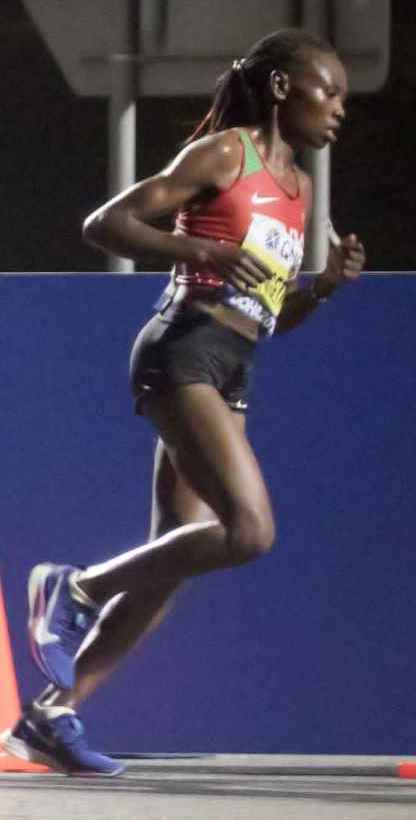
Ruth Chepngetich lors du marathon des championnats du monde d'athlétisme 2019 à Doha

Elle obtient une médaille d'argent par équipe avec ses coéquipières Joyciline Jepkosgei et Pauline Kaveke Kamulu aux championnats du monde de semi-marathon 2018 à Valence, en Espagne. En 2019, elle remporte le marathon de Dubaï, établissant le troisième temps de l'histoire sur la distance en 2 h 17 min 8 s, puis, sous une forte chaleur, le marathon des championnats du monde d'athlétisme 2019, au Qatar, devant Rose Chelimo et Helalia Johannes,. Le 4 octobre 2020, elle termine troisième au marathon de Londres.
Le 4 avril 2021, elle établit un record du monde en 1 h 4 min 2 s au semi-marathon d'Istanbul en Turquie, battu depuis par Letesenbet Gidey. En 2024, elle remporte le marathon de Chicago, en 2 h 9 min 56 s, devenant la première femme à courir un marathon en moins de 2 h 10 et battant le record du monde de l'éthiopienne Tigist Assefa. Le 17 juillet 2025, l'Unité d'intégrité de l'athlétisme (AIU) annonce que Chepngetich est suspendue provisoirement après un contrôle positif à un diurétique interdit en mars.

## Palmarès
- Championne du monde de marathon en 2019 (temps : 2 h 32 min 43 s)
- Vainqueur du marathon de Dubaï en 2019 (temps : 2 h 17 min 8 s)
- Vainqueur du marathon de Chicago en 2021, 2022 et 2024
- Vainqueur du marathon de Nagoya en 2022 et 2023
- Vainqueur du semi-marathon de Paris 2017 (temps : 1 h 8 min 8 s)
- Vainqueur du semi-marathon d'Istanbul (2017, 2019, 2021)
- Vice-championne du monde par équipe aux championnats du monde de semi-marathon 2018 (temps individuel : 1 h 6 min 56 s ; temps par équipe : 3 h 23 min 2 s)
- 2e du marathon de Paris 2018 (temps : 2 h 22 min 59 s)
- 3e du marathon de Londres 2020 (temps : 2 h 22 min 5 s)

## Records
| Épreuve       | Performance         | Lieu     | Date            |
| ------------- | ------------------- | -------- | --------------- |
| Semi-marathon | 1 h 4 min 2 s (NR)  | Istanbul | 4 avril 2021    |
| Marathon      | 2 h 9 min 56 s (WR) | Chicago  | 13 octobre 2024 |